# Philippe Achille Bédier
 (septembre 2019).
Si vous disposez d'ouvrages ou d'articles de référence ou si vous connaissez des sites web de qualité traitant du thème abordé ici, merci de compléter l'article en donnant les références utiles à sa vérifiabilité et en les liant à la section « Notes et références ».
Pour les articles homonymes, voir Bédier.
 Philippe Achille Bédier (1791-1865) est un administrateur colonial et un officier de marine français.

## Biographie
Originaire d'une famille bretonne installée à La Réunion depuis 1746, c'est son grand père, Jacques François Bédier Desjardins, un chirurgien, qui décide de quitter Lorient et vient s'établir sur l'île avant d’épouser le 2 juillet 1748 Anne Marie Lenoir de Gomberville dont le père mourra dans des circonstances tragiques le 5 mars 1753 à Sainte-Marie. Né à Saint-Denis de La Réunion en 1791, son nom complet est Philippe Marie Achille Bédier de Prairie. Son père, Benjamin Martin Marie Bédier de Prairie est chef d'administration de Saint-Paul et commissaire de la Marine. Sa mère, Charlotte Julienne Chasteigner de Paradis, est la fille d'un officier de marine de la Compagnie française des Indes orientales. 
Philippe Achille Bédier commence sa carrière en 1809 comme commis de la Marine en l'Île de Bourbon, poste qu'il occupe jusqu'en 1815. Démissionnaire, il est rappelé comme chef du bureau du magasin général du port de l'île, avant d'être nommé en 1817 sous-commissaire de la Marine. Le 26 août 1818 il épouse à saint Denis de La Réunion une de ses cousines germaines, Anne Marie Henriette Estelle Bédier de Beauverger, fille de son oncle Henry Antoine Marie Bédier de Beauverger, commissaire de la marine. En 1821-1822, il effectue deux séjours à Bordeaux. En 1823, il est muté à Pondichéry où il arrive par le navire Le Bayadère en septembre : entre 1823 et 1838, avec Joseph Cordier, il dresse un inventaire statistique des territoires de Pondichéry et Chandernagor,. Jusqu'en 1833, il fait la navette entre La Réunion et Pondichéry, chargé de l'inspection et de l'administration de la Marine, avant d'être nommé chevalier de la Légion d'honneur. En 1844, il est nommé officier de la Légion d'honneur, en qualité de commissaire général et ordonnateur de la Marine à La Réunion. 
En 1848, il doit s'incliner et abolir l'esclavage dans l'île de la Réunion ; en 1834, il écrivait : « Certaines mesures sont prématurées et que les idées généreuses des philanthropes ne peuvent s'appliquer qu'à long terme, il faut compter sur l'action naturelle du temps ». 
Après la mort de Lalande de Calan en juin 1850, il est nommé gouverneur de Pondichéry, poste qu'il occupe jusqu'en mars 1852. 
Il vit ses dernières années à Paris.

## Distinctions
- Commandeur de la Légion d'honneur (12 juin 1856)[4]